# Fantazia

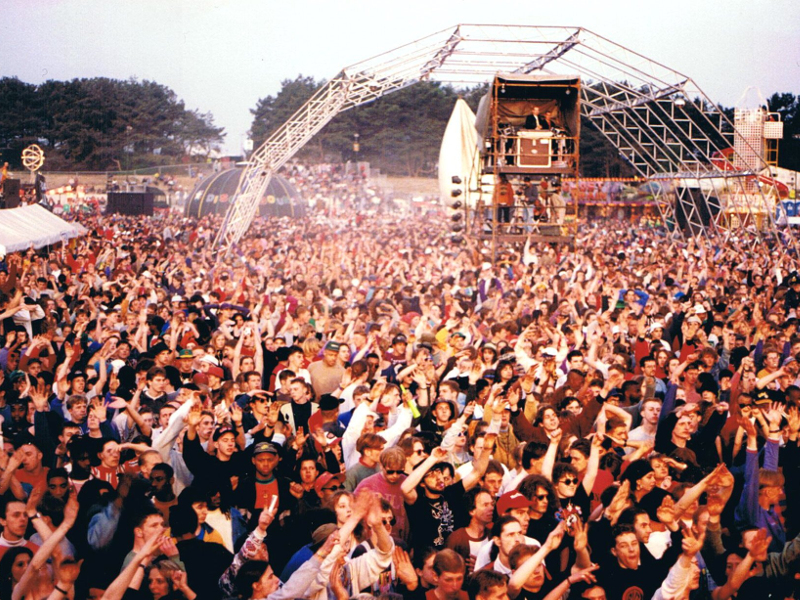
Fantazia Summertime, mai 1992.

Fantazia est un promoteur et organisateur de rave parties basé au Royaume-Uni, fondé en 1991 par James Perkins, Gideon Dawson et Chris Griffin. Il organise un certain nombre de raves à l'apogée de la scène breakbeat hardcore au début des années 1990.

## Histoire
Fantazia organise d'abord une rave à la boîte de nuit Eclipse de Coventry, mais se fait rapidement connaître pour ses grands événements en plein air.
- Fantazia New Year Eve (31 décembre 1991–1er janvier 1992) au Westpoint Exhibition Centre, près d'Exeter (10 000 participants).
- Second Sight (21–22 février 1992) au Westpoint Centre, Exeter (8 000 participants).
- Summertime (15–16 mai 1992) au Matchams Park Stadium, Bournemouth (16 000 participants).
- One Step Beyond (25–26 juillet 1992) à Donington Park (28 000 participants).
- The Showcase (27–28 novembre 1992) au Royal Bath and West Show Ground, Shepton Mallet.
- Fantazia New Years Eve (31 décembre 1992–1er janvier 1993) à Littlecote House (près de Hungerford, Berks) (16 000 participants).
- Célébration du deuxième anniversaire de Fantazia (23 avril 1993) au Sanctuary, Milton Keynes (6 000 participants).
- The Big Bang (27 novembre 1993) au SECC Centre, Glasgow (12 000 participants).

En 1993, Fantazia organise des tournées de soirées dans tout le Royaume-Uni. Son plus grand événement cette année-là est The Big Bang au SECC Centre de Glasgow en novembre, qui établit un record à l'époque en tant que plus grande rave en salle jamais organisée. Fantazia publie également un certain nombre d'albums de compilation, dont The First Taste (1992), Twice as Nice (1993), puis des compilations house avec la série House Collection (1994-1997).
En octobre 1997, Fantazia revient avec Fantazia : The Return of a Legend, au G-Mex de Manchester.
Le 14 avril 2019, Gideon Dawson est retrouvé mort à son domicile de Cheltenham après une overdose de cocaïne et de médicaments. 